# National Statuary Hall

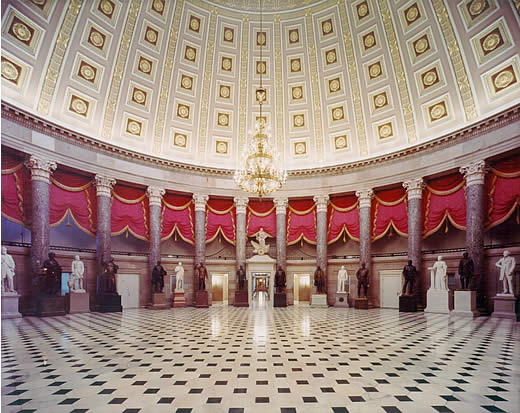
National Statuary Hall

De National Statuary Hall (Nederlands: Nationale Beeldenzaal) is een zaal van het Capitool in Washington, waarin beelden van prominente personen zijn geplaatst.

## De zaal
De zaal, ook Old Hall of the House genoemd, werd ontworpen door Benjamin Henry Latrobe. De zaal bestaat uit twee verdiepingen en is gebouwd in een D-vorm, naar voorbeeld van de oude amfitheaters. Het is een van de vroegste voorbeelden van Neoclassicistische architectuur in Amerika. Langs de wanden staan zuilen van breccie, een gesteente dat werd gevonden langs de rivier Potomac. De zuilen worden bekroond met Korinthische kapitelen van wit marmer, die werden gehouwen in het Italiaanse Carrara. Op de vloer liggen zwarte en witte marmeren tegels.
De Old Hall was vanaf 1807 de vergaderzaal van het Huis van Afgevaardigden. In die jaren vond hier onder andere de inauguratie plaats van de presidenten James Madison, John Quincy Adams en Millard Fillmore. Nadat men in 1857 naar een nieuwe vleugel verhuisde, kwam de zaal leeg te staan. Door de bouw van de zaal was het lastig een nieuwe bestemming te vinden. De zuilengalerij leende zich echter uitstekend voor het plaatsen van beeldhouwwerken en in 1870 werd besloten dat alle Amerikaanse staten beelden mogen leveren voor de zaal, die sindsdien National Statuary Hall heet.

## Beeldencollectie
Elke Amerikaanse staat mag twee beelden leveren voor de National Statuary Hall Collection. Alle uitgebeelde personen zijn van belang geweest voor de geschiedenis van de betreffende staat. In 1870 werd het eerste beeld geplaatst in de beeldenzaal. Een aantal beeldhouwers maakte meerdere beelden voor de collectie, koploper is Charles Niehaus met acht beelden.
In 1933 werd besloten een deel van de beelden elders in het Capitool te plaatsen, zoals in de Hall of Columns (Zuilenzaal) en de rotunda. Er staan nu (2008) 38 beelden in de ruimte zelf. Sinds 2000 mogen de staten een beeld vervangen door een ander. In 2006 plaatste New Mexico zijn tweede beeld, waarmee de collectie compleet is. Hoewel alle beelden worden geleverd door de staten, bepaalde het Congres in 2005 dat een uitzondering wordt gemaakt voor het beeld van Rosa Parks, dat een vaste plek in de collectie zal krijgen.
| Persoon                       | Geplaatst | Staat          | Kunstenaar                               | Materiaal | Locatie                                             | Afbeelding |
| ----------------------------- | --------- | -------------- | ---------------------------------------- | --------- | --------------------------------------------------- | ---------- |
| Nathanael Greene              | 1870      | Rhode Island   | Henry Kirke Brown                        | brons     | Hall of Columns                                     |            |
| Roger Williams                | 1872      | Rhode Island   | Franklin Simmons                         | brons     | Senate corridor, 2e verd.                           |            |
| Roger Sherman                 | 1872      | Connecticut    | Chauncey Ives                            | marmer    | Senate noord-zuid corridor, 1e verd.                |            |
| Jonathan Trumbull             | 1872      | Connecticut    | Chauncey Ives                            | marmer    | House corridor, 1e verd.                            |            |
| George Clinton                | 1873      | New York       | Henry Kirke Brown                        | brons     |                                                     |            |
| Robert Livingston             | 1875      | New York       | Erastus Dow Palmer                       | brons     | de Crypte                                           |            |
| Ethan Allen                   | 1876      | Vermont        | Larkin Goldsmith Mead                    | marmer    | National Statuary Hall                              |            |
| Samuel Adams                  | 1876      | Massachusetts  | Anne Whitney                             | marmer    | de Crypte                                           |            |
| John Winthrop                 | 1876      | Massachusetts  | Richard S. Greenough                     | marmer    | Hall of Columns                                     |            |
| William R. King               | 1878      | Maine          | Franklin Simmons                         | brons     | House corridor, 2e verd.                            |            |
| Jacob Collamer                | 1881      | Vermont        | Preston Powers                           | marmer    | Hall of Columns                                     |            |
| James Garfield                | 1886      | Ohio           | Charles Niehaus                          | marmer    | Rotunda                                             |            |
| William Allen                 | 1887      | Ohio           | Charles Niehaus                          | marmer    | National Statuary Hall                              |            |
| Philip Kearny                 | 1888      | New Jersey     | Henry Kirke Brown                        | brons     | Hall of Columns                                     |            |
| Richard Stockton              | 1888      | New Jersey     | Henry Kirke Brown                        | brons     | vestibule ten noorden van Senate corridor, 1e verd. |            |
| Lewis Cass                    | 1889      | Michigan       | Daniel Chester French                    | marmer    | National Statuary Hall                              |            |
| Robert Fulton                 | 1889      | Pennsylvania   | Howard Roberts                           | marmer    | National Statuary Hall                              |            |
| Peter Muhlenberg              | 1889      | Pennsylvania   | Blanche Nevin                            | marmer    | Kleine rotunda                                      |            |
| James Shields                 | 1893      | Illinois       | Leonard Wells Volk                       | brons     | Hall of Columns                                     |            |
| John Stark                    | 1894      | New Hampshire  | Carl Conrads                             | marmer    | Vestibule ten noorden van Rotunda                   |            |
| Daniel Webster                | 1894      | New Hampshire  | Carl Conrads                             | marmer    | National Statuary Hall                              |            |
| Jacques Marquette             | 1896      | Wisconsin      | Gaetano Trentanove                       | marmer    | House corridor, 2e verd.                            |            |
| Thomas Hart Benton            | 1899      | Missouri       | Alexander Doyle                          | marmer    | National Statuary Hall                              |            |
| Francis Preston Blair, Jr.    | 1899      | Missouri       | Alexander Doyle                          | marmer    | Hall of Columns                                     |            |
| Oliver Hazard Perry Morton    | 1900      | Indiana        | Charles Niehaus                          | marmer    | Senate corridor, 1e verd.                           |            |
| John E. Kenna                 | 1901      | West Virginia  | Alexander Doyle                          | marmer    | Hall of Columns                                     |            |
| Charles Carroll               | 1903      | Maryland       | Richard E. Brooks                        | brons     | Hall of Colums                                      |            |
| John Hanson                   | 1903      | Maryland       | Richard E. Brooks                        | brons     | Senate corridor, 2e verd.                           |            |
| Frances Willard               | 1905      | Illinois       | Helen Farnsworth Mears                   | marmer    | National Statuary Hall                              |            |
| Sam Houston                   | 1905      | Texas          | Elisabet Ney                             | marmer    | National Statuary Hall                              |            |
| Stephen F. Austin             | 1905      | Texas          | Elisabet Ney                             | marmer    |                                                     |            |
| John James Ingalls            | 1905      | Kansas         | Charles Niehaus                          | marmer    | National Statuary Hall                              |            |
| Jabez Lamar Monroe Curry      | 1908      | Alabama        | Dante Sodini                             | marmer    | Hall of Columns                                     |            |
| George Laird Shoup            | 1910      | Idaho          | Frederick E. Triebel                     | marmer    | National Statuary Hall                              |            |
| Francis Harrison Pierpont     | 1910      | West Virginia  | Franklin Simmons                         | marmer    | National Statuary Hall                              |            |
| John Calhoun                  | 1910      | South Carolina | Frederick Ruckstull                      | marmer    | Crypte                                              |            |
| Lew Wallace                   | 1910      | Indiana        | Andrew O'Connor                          | marmer    | National Statuary Hall                              |            |
| James Harlan                  | 1910      | Iowa           | Nellie V. Walker                         | brons     | Hall of Columns                                     |            |
| Zachariah Chandler            | 1913      | Kentucky       | Charles Niehaus                          | brons     | Hall of Columns                                     |            |
| Samuel J. Kirkwood            | 1913      | Iowa           | Vinnie Ream                              | brons     | National Statuary Hall                              |            |
| John Gorrie                   | 1914      | Florida        | C. Adrian Pillars                        | marmer    | National Statuary Hall                              |            |
| George Washington Glick       | 1914      | Kansas         | Charles Niehaus                          | marmer    | verwijderd                                          |            |
| Henry Mower Rice              | 1916      | Minnesota      | Frederick E. Triebel                     | marmer    | National Statuary Hall                              |            |
| Zebulon Baird Vance           | 1916      | North Carolina | Gutzon Borglum                           | brons     | National Statuary Hall                              |            |
| Uriah Milton Rose             | 1917      | Arkansas       | Frederick Ruckstull                      | marmer    | National Statuary Hall                              |            |
| Sequoyah                      | 1917      | Oklahoma       | Vinnie Ream                              | marmer    | National Statuary Hall                              |            |
| James Paul Clarke             | 1921      | Arkansas       | Pompeo Coppini                           | marmer    | vestibule ten noorden van Senate corridor, 1e verd. |            |
| Edmund Kirby Smith            | 1922      | Florida        | C. Adrian Pillars                        | brons     | Hall of Columns                                     |            |
| Joseph Wheeler                | 1925      | Alabama        | Berthold Nebel                           | brons     | National Statuary Hall                              |            |
| Crawford W. Long              | 1926      | Georgia        | J. Massey Rhind                          | marmer    | de Crypte                                           |            |
| Alexander Stephens            | 1927      | Georgia        | Gutzon Borglum                           | marmer    | National Statuary Hall                              |            |
| Andrew Jackson                | 1928      | Tennessee      | Belle Kinney Scholz en Leopold F. Scholz | brons     | Rotunda                                             |            |
| Ephraim McDowell              | 1929      | Kentucky       | Charles Niehaus                          | brons     | Senate corridor, 2e verd.                           |            |
| Henry Clay                    | 1929      | Kentucky       | Charles Niehaus                          | brons     | National Statuary Hall                              |            |
| Robert La Follette            | 1929      | Wisconsin      | Jo Davidson                              | marmer    | National Statuary Hall                              |            |
| Wade Hampton                  | 1929      | South Carolina | Frederick Ruckstull                      | marmer    | House corridor, 2e verd.                            |            |
| John Campbell Greenway        | 1930      | Arizona        | Gutzon Borglum                           | brons     | National Statuary Hall                              |            |
| Thomas Starr King             | 1931      | Californië     | Haig Patigian                            | brons     | Hall of Colums                                      |            |
| Junípero Serra                | 1931      | Californië     | Ettore Cadorin                           | brons     | National Statuary Hall                              |            |
| John Sevier                   | 1931      | Tennessee      | Belle Kinney Scholz en Leopold F. Scholz | brons     | National Statuary Hall                              |            |
| Jefferson Davis               | 1931      | Mississippi    | Augustus Lukeman                         | brons     | National Statuary Hall                              |            |
| James Z. George               | 1931      | Mississippi    | Augustus Lukeman                         | brons     | Hall of Columns                                     |            |
| Charles Brantley Aycock       | 1932      | North Carolina | Charles Keck                             | brons     | Senate corridor, 1e verd.                           |            |
| John M. Clayton               | 1934      | Connecticut    | Bryant Baker                             | marmer    | Senate corridor, 2e verd.                           |            |
| George Washington             | 1934      | Virginia       | Jean-Antoine Houdon                      | brons     | Rotunda                                             |            |
| Robert E. Lee                 | 1934      | Virginia       | Edward Valentine                         | brons     | National Statuary Hall                              |            |
| Caesar Rodney                 | 1934      | Connecticut    | Bryant Baker                             | marmer    | de Crypte                                           |            |
| Hannibal Hamlin               | 1935      | Maine          | Charles E. Tefft                         | brons     | National Statuary Hall                              |            |
| William Jennings Bryan        | 1937      | Nebraska       | Rudulph Evans                            | brons     | National Statuary Hall                              |            |
| Julius Sterling Morton        | 1937      | Nebraska       | Rudulph Evans                            | brons     | Hall of Columns                                     |            |
| William Henry Harrison Beadle | 1938      | South Dakota   | H. Daniel Webster                        | brons     | National Statuary Hall                              |            |
| Will Rogers                   | 1939      | Oklahoma       | Jo Davidson                              | brons     | House corridor, 2e verd.                            |            |
| Huey Long                     | 1941      | Louisiana      | Charles Keck                             | brons     | National Statuary Hall                              |            |
| William Edgar Borah           | 1947      | Idaho          | Bryant Baker                             | brons     | Senate corridor, 2e verd.                           |            |
| Brigham Young                 | 1950      | Utah           | Mahonri Young                            | marmer    | National Statuary Hall                              |            |
| Marcus Whitman                | 1953      | Washington     | Avard Fairbanks                          | brons     | National Statuary Hall                              |            |
| Jason Lee                     | 1953      | Oregon         | Gifford MacG. Proctor                    | brons     | National Statuary Hall                              |            |
| John McLoughlin               | 1953      | Oregon         | Gifford MacG. Proctor                    | brons     | House corridor, 2e verd.                            |            |
| Edward Douglass White         | 1955      | Louisiana      | Arthur C. Morgan                         | brons     | Senate corridor, 2e verd.                           |            |
| Maria L. Sanford              | 1958      | Minnesota      | Evelyn Raymond                           | brons     | Senate corridor, 2e verd.                           |            |
| Florence R. Sabin             | 1959      | Colorado       | Joy Buba                                 | brons     | National Statuary Hall                              |            |
| Charles Marion Russell        | 1959      | Montana        | John B. Weaver                           | brons     | National Statuary Hall                              |            |
| Esther Hobart Morris          | 1960      | Wyoming        | Avard Fairbanks                          | brons     | National Statuary Hall, vestibule                   |            |
| Pat McCarran                  | 1960      | Nevada         | Yolande Jacobson                         | brons     | National Statuary Hall                              |            |
| John Burke                    | 1963      | North Dakota   | Avard Fairbanks                          | brons     | National Statuary Hall                              |            |
| Joseph Ward                   | 1963      | South Dakota   | Bruno Beghé                              | marmer    | Hall of Columns                                     |            |
| Eusebio Kino                  | 1965      | Arizona        | Suzanne Silvercruys                      | brons     | Hall of Columns                                     |            |
| Dennis Chavez                 | 1966      | New Mexico     | Felix de Weldon                          | brons     | vestibule noord van rotunda                         |            |
| Pater Damiaan                 | 1969      | Hawaï          | Marisol Escobar                          | brons     | House corridor, 1e verd.                            |            |
| Kamehameha de Grote           | 1969      | Hawaï          | Thomas R. Gould                          | brons     | National Statuary Hall                              |            |
| Bob Bartlett                  | 1971      | Alaska         | Felix de Weldon                          | brons     | House corridor, 2e verd.                            |            |
| Ernest Gruening               | 1977      | Alaska         | George Anthonisen                        | brons     | Hall of Columns                                     |            |
| Mother Joseph                 | 1980      | Washington     | Felix de Weldon                          | brons     | Hall of Columns                                     |            |
| Jeannette Rankin              | 1985      | Montana        | Terry Minmaugh                           | brons     | House corridor, 1e verd.                            |            |
| Philo Farnsworth              | 1990      | Utah           | James R. Avati                           | brons     | House corridor, 1e verd.                            |            |
| Jack Swigert                  | 1997      | Colorado       | Mark & George Lundeen                    | brons     | House corridor, 1e verd.                            |            |
| Washakie                      | 2000      | Wyoming        | Dave McGary                              | brons     | House corridor, 1e verd.                            |            |
| Dwight D. Eisenhower          | 2003      | Kansas         | Jim Brothers                             | brons     | Rotunda                                             |            |
| Sacagawea                     | 2003      | North Dakota   | Arizona Bronze Atelier                   | brons     | Crypte                                              |            |
| Sarah Winnemucca              | 2005      | Nevada         | Benjamin Victor                          | brons     | Hall of Columns                                     |            |
| Popé                          | 2005      | New Mexico     | Cliff Fragua                             | marmer    | Rotunda                                             |            |